# Survivor in Love
A Survivor in Love című album az olasz Baltimora együttes 2. és egyben utolsó stúdióalbuma, mely 1987-ben jelent meg néhány Európai országban, úgy mint Németország, Olaszország, az Egyesült Királyság, valamint Japán és Mexikó. Az albumot 2003-ban CD-n is megjelentették több Európai országban is, de az Egyesült Államokban is megjelent, ahol annak idején nem lehetett hozzájutni az albumokhoz, így élérhetővé tették a Baltimora rajongók számára. Ennek oka az volt, hogy az eredeti 1987-es kiadás csak kevés Európai országba jutott el, valamint, hogy az Államokban meg sem jelent.
Az albumról három kislemez jelent meg, úgy mint a Key Key Karimba, Global Love és a Call Me in the Heart of the Night című dalok.

## Megjelenések
LP  Olaszország EMI – 64 7486121
1. Key Key Karimba	6:00
2. Global Love	4:40
3. Jimmy's Guitar	3:57
4. Come On Strike	4:55
5. Set Me Free	4:47
6. Survivor In Love	5:03
7. Call Me in the Heart of the Night	4:55
8. Eye To Eye	4:18